# Tovah Feldshuh
Tovah Feldshuh, właśc. Terri Sue Feldshuh (ur. 27 grudnia 1952 w Nowym Jorku) – aktorka amerykańska, piosenkarka i dramatopisarka. Od ponad czterech dekad jest gwiazdą Broadwayu, zdobywając cztery nominacje do nagrody Tony. Otrzymała również dwie nominacje do nagrody Emmy za Holokaust i Prawo i porządek, a także występowała w roli Deanny Monroe w serialu AMC Żywe trupy (2015–2016).

## Życiorys
Urodziła się w Nowym Jorku w rodzinie żydowskiej jako córka Lillian (z domu Kaplan) i Sidneya Feldshuha, który był prawnikiem. Jej starszy brat David (ur. 1944) został też dramatopisarzem, napisał scenariusz do nominowanej do nagrody Pulitzera sztuki Miss Evers' Boys. Wychowywała się w Scarsdale w hrabstwie Westchester, gdzie w 1970 ukończyła Sarah Lawrence College. Studiowała aktorstwo w HB Studio.
Karierę aktorską rozpoczęła w Guthrie Theater w Minneapolis. W 1973 zadebiutowała na Broadwayu w musicalu Anthony’ego Burgessa Cyrano u boku Christophera Plummera. W 1975 zagrał tytułową rolę w oryginalnej broadwayowskiej produkcji Yentl.
Kilkunastokrotnie nominowana do różnych nagród aktorskich, w tym m.in. do Emmy w 2003 i do Tony w 2004, kilkakrotnie nagrodzona – Theatre World Award w 1976; Drama Desk Award w 1975, 1989 i 2003; Satelitą w 2003; Method Fest Independent Film Festival 2005. Otrzymała też nagrodę Fundacji Kultury Żydowskiej (Jewish Image Award and the Performing Arts).
21 września 2013 zastąpiła Andreę Martin jako Berthe, babcia tytułowej bohaterki w musicalu Stephena Schwartza Pippin, rola ta wymagała śpiewania podczas występów na trapezie.
Wspiera Seeds of Peace, organizację, która pomaga nastolatkom z regionów konfliktu. Została odznaczona Medalem Pokoju Izraela.
W Polsce znana głównie z roli tytułowej w wystawianej w 2008 w Nowym Jorku sztuce Irena’s Vow (Przysięga Ireny) napisanej w oparciu o wspomnienia Ireny Gut-Opdyke.
W 1977 wyszła za mąż za prawnika Andrew Harrisa Levy. Mają dwoje dzieci: syna Garsona Brandona i córkę Amandę (ur. 1988).

## Filmografia

### Filmy
- 1985: Miliony Brewstera jako Marilyn
- 1999: Koruptor jako Margaret Wheeler
- 2001: Fanatyk jako kobieta w szul
- 2006: Całe szczęście jako Madame Z
- 2006: Kobieta w błękitnej wodzie jako pani Bubchik

### Seriale TV
- 1976: Ryan’s Hope jako Martha McKee
- 1977: Barnaby Jones jako Laura Woods
- 1977: Statek miłości jako Susan Ridley
- 1977: Holokaust jako Susan Ridley
- 1984: Airwolf jako Sarah Lebow
- 1984: Statek miłości jako Margo Bush
- 1985: McCall jako Samantha Page
- 1987: Prawnicy z Miasta Aniołów jako Lynn Palmer
- 1991–2007: Prawo i porządek jako Danielle Melnick
- 1994: As the World Turns jako dr Bethany Rose
- 1994: Zagadki Cosby’ego jako Rose
- 1997: Wszystkie moje dzieci jako Lila Stevenson
- 2003: Sędziowie z Queens jako Marie
- 2006–2007: Jordan w akcji jako pani Elaine Brandau
- 2010: Brzydula Betty jako pani Varner
- 2010: Żona idealna jako Lena
- 2011: Prawo i porządek: Zbrodniczy zamiar jako Danielle Melnick
- 2012: Kamuflaż jako Rivka Singer
- 2015: Zaprzysiężeni jako Sylvia Hayden
- 2015: Pot i łzy jako Ivana
- 2015–2016: Żywe trupy jako Deanna Monroe
- 2015–2019: Crazy Ex-Girlfriend jako Naomi Bunch
- 2017: Ocaleni jako prezydent Pauline Mackenzie
- 2017: Chicago Justice jako Danielle Melnick
- 2018–: Gwiezdne wojny: Ruch oporu jako Ciocia Z (głos)